# LeToya Luckett
LeToya Nicole Luckett (Houston, Texas; 11 de marzo de 1981) es una cantante de R&B y bailarina estadounidense. Ganó dos Grammys y es una de las 4 miembros fundadoras de Destiny's Child. Luckett ha vendido alrededor de 25 millones de discos con Destiny's Child como vocalista característica en los dos primeros álbumes y sencillos del grupo.

## Carrera como miembro de Destiny's Child
En 1993 fue la última en incorporarse al cuarteto llamado Girls Tyme, que más tarde llegaría a ser Destiny's Child.
En 1998 Destiny's Child comenzó a darse a conocer con «No, No, No part.2» producido por Wyclef Jean, y «With Me» producido por Jemaine Dupri & Master P lanzando así su primer disco Destiny's Child, incluyendo estos dos éxitos, ese mismo año Destiny's Child participó en la banda sonora de la película Why Do Fools Fall in Love con la canción «Get On The Bus» junto a Timbaland, quien también llevó a cabo la producción de este tema, que solo fue editado en Europa.
En 1999 Destiny's Child lanzó al mercado un nuevo álbum llamado The Writing's on the Wall, llegando a ser unos de los álbumes más vendidos en el mundo por un grupo femenino incluyendo sus 4 sencillos, «Jumpin' Jumpin'», «Say My Name», «Bills, Bills, Bills» y «Bug a Boo».
Durante el 2000, en medio de la promoción de The Writing's on the Wall, LeToya y LaTavia Roberson (otro miembro de la banda) intentaron terminar su relación con su mánager Mathew Knowles (padre de Beyoncé) por un descontrolado manejo de sus cuentas y reparticiones desiguales del dinero. LeToya y LaTavia declararon que solo buscaban una representación segura para ellas. En febrero de 2000 para la sorpresa de LeToya y LaTavia, se lanzó el videoclip de «Say My Name» donde habían sido sustituidas por dos nuevas componentes: Michelle Williams y Farrah Franklin. El videoclip dejó sorprendido a los fanes al no entender quien eran las chicas que salían en el video con las voces de LeToya y LaTavia.

## Después de Destiny's Child
Después de varios meses de especulación sobre el tema, LeToya y LaTavia comenzaron a hacer audiciones a jóvenes chicas para formar un nuevo cuarteto de R&B. Naty Quinones y Tiffany Beaudoni fueron las elegidas. Este nuevo grupo llamado "Anjel" grabó una maqueta de 22 canciones (la mayoría filtradas en Internet) y consiguió un contrato con el sello de Jagged Edge, filial de So So Def (Sony), rápidamente aparecieron en el magazín 'Sister 2 Sister' y en el programa 'Good Morning New York'.
Finalmente, el grupo tuvo que deshacerse tras haber conseguido sello discográfico; los problemas surgieron porque So So Def (llevado por Jermaine Dupri) decidió dejar a Columbia (Sony) e irse a Arista, el cambio afectó a todas las filiales del sello discográfico, y algunos artistas tuvieron que dejarlo, entre ellos Anjel.
En 2003 Ms. Luckett emprendió un nuevo proyecto, abriendo una boutique de ropa en Houston llamada Lady Elle, gestionada por ella y su madre Pam Luckett.

## Carrera en solitario
En 2004 LeToya decide seguir en solitario y es fichada por un importante sello discográfico: "Capitol Records", sello de artistas como Faith Evans, Ebony Eyez, Coldplay, Kylie Minogue o Lisa Marie Presley.
En verano de 2004, el tema «You Got What I Need» producido por Jaze Blaze se lanzó como teaser, colándose en numerosos recopilatorios y editándose en vinilo. Más tarde aparece como invitada en la canción de «My promise» del cantante Houston.
También se especuló del posible lanzamiento de otra de sus grabaciones, «No More» que finalmente no se editó.
En 2005 LeToya participa en la banda sonora de Coach Carter con el tema «What love can do», película en la que aparecían Ashanti y Adrienne Bailon de las 3LW.
Finalmente, su disco homónimo fue lanzado el 25 de julio de 2006 bajo el sello de Capitol Records debutando en el N.º 1 de la lista de ventas americanas. Este disco incluía todas sus canciones que a lo largo de los años habían sido filtradas en internet, como «Hey Fella» «No More» y «Good», todas ellas regrabadas. Además, LeToya ha participado con otros artistas como Houston en la canción «My promise», Slim thug en «This is my life» y Bun B en «Tear The Club Up». Su primer sencillo «Torn» fue todo un éxito llegando a alcanzar el puesto #2 en la lista de  sencillos de R&B/Hip-Hop de Billboard y consiguiendo el #1 durante dos semanas consecutivas en las listas urban de airplay.
Su segundo sencillo «She Don't» no siguió la estela de su predecesor consiguiendo un discreto puesto #17 en la lista  sencillos de R&B/Hip-Hop de Billboard.
El 21 de noviembre se lanzaría «Obvious» como tercer  sencillo, el que aunque según Billboard tenía el 95% de probabilidad de convertirse en un éxito no debutó en las listas ya que su promoción fue suspendida debido a la fusión de Capitol Records (su sello) y Virgin en Capitol Music Group.
LeToya presentó la 21 edición anual de los Soul Train Music Awards junto a Omarion, miembro de B2K el 10 de marzo de 2007, gala en la que también estaba nominada en la categoría de mejor  sencillo de R&B/Soul femenino por «Torn» .
LeToya co-hosted the 21st Annual Soul Train Music Awards with former B2K member Omarion on March 10, 2007 at the Pasadena Civic Auditorium. También ha sido nominada por Best R&B Soul Single Female Category. (Categoría Single R&B Soul Femenino).
Canta en el tema «When I Had The Chance» del álbum Contact (2011) del saxofonista de jazz Boney James.
Ha declarado que trabaja en su tercer álbum de estudio que estaría listo a finales de 2016.

## Vida personal
En 2015, Luckett se comprometió con el orador motivacional Rob Hill Sr. tras un año de relación y se casaron en enero de 2016. Se divorciaron dos meses después.
En agosto de 2017, LeToya anunció su compromiso con el empresario Tommicus Walker. Luckett and Walker were married in a lavish ceremony at Villa Antonia in Austin, Texas on December 10, 2017. En junio de 2018, la pareja se casó. El 16 de octubre de 2018, Luckett reveló su primer embarazo. La pareja le dio la bienvenida a su hija, Gianna Iman Walker, el 4 de enero de 2019.

## Discografía
- Banda sonora de "Men In black" - Destiny's Child - Killing time (1997) Sony Music
- Silkk The Shocker Featuring Destiny's Child - Charge it to da game - Just be straight with me (1998) Sony Music
- Matthew Marsden Featuring Destiny's Child - She's gone (1998) Sony Music
- Destiny's Child - Destiny's Child (1998) Sony Music
- Banda sonora de "Why do fools fall in love" - Destiny's Child - Get on the bus (1999) Warner Music
- Banda sonora de "Los PJs" - Destiny's Child - No more rainy days (1999) Hollywood Records
- Jessica Simpson Featuring Destiny's Child - Sweet Kisses - Woman in me (1999) Sony Music
- Destiny's Child - The Writings on the wall (1999) Sony Music
- Mary Mary Featuring Destiny's Child - Thankful - Good to me (1999) Sony Music
- 50 Cent Featuring Destiny's Child - The power of the dollar - Thug love (2000) Sony Music
- Banda sonora de "Romeo debe morir"- Destiny's Child - Perfect Man (2000) Virgin Records
- Cam'ron Featuring Destiny's Child - S.D.E. - Do it again (2000) Sony Music
- Destiny's Child - DVD Platinum's on the wall (2001) Sony Music
- Destiny's Child - This is the remix (2002) Sony Music
- Anjel - Anjel (2002) Unreleased
- Houston Feat. LeToya - It's already written - My promise (2004) Capitol Records/ EMI
- You Got What I Need - vinyl single (2004) Capitol Records/ EMI
- Banda sonora de "Coach Carter" - What love can do (2004) Capitol Records/ EMI
- Slim Thug Feat. LeToya - Already Platinum - This is my life (2005) Star Trak/ Universal Music
- Destiny's Child - #1's (2005) SonyBMG Music
- All Eyes On Me - vinyl single (2005) Capitol Records/ EMI
- What It Do Mix Tape (2005) Capitol Records/EMI
- LeToya (2006) Capitol Records/ EMI

## Videos
| Año de lanzamiento | Video                            | Director        | Source DVD                     |
| ------------------ | -------------------------------- | --------------- | ------------------------------ |
| 1997               | "No, No, No (Part II)"           | Darren Grant    | The Platinum's on the Wall DVD |
| 1998               | "No, No, No (Part I)"            | Darren Grant    | The Platinum's on the Wall DVD |
| 1998               | "With Me (Part I)"               | Darren Grant    | N/A                            |
| 1998               | "Get On The Bus"                 | Earle Sebastian | N/A                            |
| 1999               | "Bills, Bills, Bills"            | Darren Grant    | The Platinum's on the Wall DVD |
| 1999               | "Bug a Boo"                      | Darren Grant    | The Platinum's on the Wall DVD |
| 1999               | "Bug a Boo (Refugee camp remix)" | Darren Grant    | N/A                            |
| 2006               | "Torn"                           | Chris Robinson  | N/A                            |

## Sencillos
| Año del lanzamiento | Single                | Álbum                                                                                      | Posición en las listas Estadounidenses | Posición en las listas Inglesas | Certificado Estadounidense |
| ------------------- | --------------------- | ------------------------------------------------------------------------------------------ | -------------------------------------- | ------------------------------- | -------------------------- |
| 1998                | "No, No, No"          | Destiny's Child                                                                            | #3                                     | #5                              | Platinum                   |
| 1998                | "With Me"             | Destiny's Child                                                                            | Airplay only                           | #19                             | No certificado             |
| 1998                | "Get On The Bus"      | Why Do Fools Fall In Love (Soundtrack) & The Writing's on the Wall (International edition) | Airplay only                           | #15                             | No certificado             |
| 1999                | "Bills, Bills, Bills" | The Writing's on the Wall                                                                  | #1 (1 week)                            | #6                              | Gold                       |
| 1999                | "Bug a Boo"           | The Writing's on the Wall                                                                  | #33                                    | #9                              | No certificado             |
| 2000                | "Say My Name"         | The Writing's on the Wall                                                                  | #1 (3 weeks)                           | #3                              | Oro                        |
| 2000                | "Jumpin' Jumpin'"     | The Writing's on the Wall                                                                  | #3                                     | #5                              | No certificado             |
| 2000                | "So Good"             | The Writing's on the Wall                                                                  | No lanzado                             | No lanzado                      | No certificado             |
| 2004                | "U got what I need"   | LeToya                                                                                     | #40 US Urban Chart (Promo)             | Teaster                         |                            |
| 2005                | "All eyez on me"      | LeToya                                                                                     | #100 US Urban Chart (Promo)            | Teaster                         |                            |
| 2006                | "Torn"                | LeToya                                                                                     | #31                                    | Not charted yet                 |                            |

## Álbumes
| Año de Lanzamiento | Álbum                     | Posición en las listas Estadounidenses | Posición en las listas Inglesas | Certificado | Ventas en Estados unidos | Ventas en todo el mundo |
| ------------------ | ------------------------- | -------------------------------------- | ------------------------------- | ----------- | ------------------------ | ----------------------- |
| 1998               | Destiny's Child           | #67                                    | #45                             | Platino     | 1,000,000                | 3,000,000               |
| 1999               | The Writing's on the Wall | #5                                     | #10                             | 8x Platino  | 8,000,000                | 12,000,000              |
| 2005               | #1's                      | #1                                     | #6                              | Platino     | 800,000                  | 1,500,000               |
| 2006               | LeToya                    | #1                                     | #57                             | Platino     | 500.000+                 | 1.000.000               |

## Premios

### 1998
- Soul Train Lady of Soul Awards
  - Mejor Single, Grupo, Banda o Dúo de R&B/Soul("No, No, No")
  - Mejor nuevo artista rapero de R&B/Soul ("No, No, No")
  - Mejor Álbum del año de R&B/Soul: (Destiny's Child)

### 2000
- Premios de la música Billboard
  - Top Pop Artist
  - Top Pop Artist - Duo/Group
  - Top Hot 100 Artist
  - Top Hot 100 Artist-Duo/Group
  - Top Hot Dance Maxi-Single Sales Artist
  - Top Hot Dance Maxi-Single Sales Artist-Duo/Group

- Soul Train Lady of Soul Awards
  - Best R&B/Soul Single, Group, Band or Dúo ("Say My Name")
  - Best R&B/Soul Album of the Year: (The Writing's on the Wall)

- TMF Awards (Holland)
  - Best R&B International Group

- Artist Direct (ADOMA) Awards
  - Favorite Group: Urban/Hip-Hop

### 2001
- Premios Grammy
  - Best R&B Performance by a Duo or Group with Vocals ("Say My Name")
  - Best R&B Song ("Say My Name")

- Premios BMI Pop
  - Canción más sonada - "Bills, Bills, Bills"

## Créditos como compositora
Bills Bills Bills.
Bug A Boo.
Bug A Boo (Refugee Camp Remix).
Freak Daddy.
Hey Ladies.
Say my name.
She can't Love You.
So Good.
Temptation.
Where'd You Go.
With Me (Part II).
Torn (Primer single en solitario)

## Apariciones

### Videos
- Matthew Marsden: She's Gone (Cantante invitada)
- Silkk The Shocker: Just Be Straight With Me (Cantante invitada)
- Wyclef Jean: Gone 'Til November (Aparición)
- Jagged Edge: Gotta Be (Aparición)
- Jagged Edge: Let's get married remix(Aparición)
- Marques Houston: Clubbin' (Aparición)
- Jagged Edge : Where The Party At (Aparición)
- ATL : Calling All Girls (Aparición)
- Houston: I Like That (Aparición)
- Bone Crusher: Never Scared (Aparición)
- Slim Thug: Diamonds remix (Aparición)

### Actuaciones en vivo
LeToya ha aparecido en muchísimos programas nacionales y locales de TV incluyendo la MTV, BET, Motown live, Regis and Kathy Lee, Soul Train, La noche de Conan O'Brien, MTV Europe, Top Of The Pops y muchos otros.
El 11 de febrero de 2006, LeToya debutó como solista en on Soul Train con la canción "Gangsta Grill" y su sencillo debut «Torn».
En el Mes de mayo Yahoo Music lanza una actuación en directo de LeToya en la sección «Who's next», un par de semanas antes aparece en el programa CD:USA
El 25 de mayo de 2006 como n.º 1 del programa Bet 106&park LeToya hizo otra aparición en directo por televisión